# Ordem Nova

Símbolo do Movimento

Ordem nova: revista anti-moderna, anti-liberal, anti-democrática, anti-bolchevista e anti-burguesa… publicou-se de Março de 1926 a Março de 1927, como revista de combate e doutrinação, herdeira da mesma linha de pensamento da publicação Nação Portuguesa, e portanto, alicerçada no ideário Integralismo Lusitano, opositor manifesto do regime republicano parlamentar. O seu subtítulo, que ocupa quase inteiramente a extensão da capa, é esclarecedor das convicções que movem este grupo (católico, monárquico, anti-bolchevista…) de jovens estudantes integralistas de Coimbra e Lisboa. 
Revista dirigida por Marcelo Caetano e Albano Magalhães, sobressaem nela mais estes nomes que fizeram parte do seu corpo de redação: Afonso Lopes Vieira, Manuel Múrias, António Augusto Gonçalves Rodrigues, António Rodrigues Cavalheiro, Domingos de Gusmão Araújo, Leão Ramos de Ascensão, Nuno de Montemor, Paulo Durão Alves e Pedro Teotónio Pereira.

## Anunciação
Editorial de apresentação da revista, março de 1926:
«Não queirais conformar-vos com este século». As palavras intimativas do Apóstolo [S. Paulo] são ainda hoje a declaração de guerra que nós fazemos ao mundo moderno, […] cheio de todos os pecados, corroído por todos os vícios e tresandando odores fétidos de podridão. 
[…] Não nos iludamos: esta sociedade que contempla embevecida as suas últimas conquistas científicas, […] esta sociedade sem senso moral, […] de mulheres sem pudor […], não ouve verdades que lhe não sejam ditas em voz bem alta […].
Será preciso que revivamos mais uma vez essa tragédia […] que tem sido a democracia com as suas mentiras […] — o sufrágio universal, a soberania nacional, o parlamentarismo, a opinião pública? […]
Quem, em face […] das famílias dissolvidas, dos governos impotentes e corruptos […], da vida artificializada, da matéria triunfante, […] se recusará a ouvir as palavras do Apóstolo […]?
[…] Se pensarmos bem, os sinais […] de reação contra o que é moderno não são mais do que consequências da revolta do homem contra o anti-humanismo desta civilização da máquina, que tem por seus patronos o Oiro, a Carne e o Poder. 
Anti-humano, sim, consideramos nós esse liberalismo estúpido que se apossou de todas as camadas sociais, […] negando a força do sangue, a voz dos antepassados, pondo de parte a tradição […].
[…] «Natura medicatrix»: — A natureza resolve muitas vezes por si as doenças que nela surgem. Não duvidem os liberais: as suas arremetidas violentas contra a ordem natural das coisas hão de ser tão ineficazes como a pedra que se atira a uma estrela. […]
Sim! São anti-humanos esses burgueses asquerosos […] que amam só o imediato […] e não são pelo que eles chamam os exageros […] Gente sem fé, sem ideal, sem elevação, preocupada apenas com as suas doenças gástricas e só desejando que não perturbem o aconchego do cobertor de papa e da botija elétrica; […]
E que diremos desses pretensos intelectuais que para aí pululam […], de todos os que fazem «arte pela arte» ou «arte pela vida» sem saberem o que é a vida! […] E esses jornalistas obscenos que relatam todas as porcarias passionais, todas as misérias que o crime revela numa sociedade decadente, com copiosos pormenores, revelações sensacionais e tiradas românticas duma pretensão impossível e dum mau gosto inultrapassável? […]
[…] A Ordem Nova é a ordem humana, a ordem natural, a ordem divina, a única ordem. […] de todos os lados inteligências ansiosas procuram a verdade; de todos os lados almas inquietas buscam o Bem: é o humano a manifestar-se.
[…] Por toda a parte o clamor se ergue pedindo um chefe. Entoa-se pela Europa fora o elogio da Autoridade. Reconhecida a gravidade do momento, requer-se que, no cortejo que passa, o chefe seja precedido do fascio, símbolo da justiça. […]
[...] Somos contrarrevolucionários e vemos na reação o único remédio para o nosso mal.

— «Anunciação», in Ordem Nova, 1 (1926), pp. 5-13. (Texto adaptado)